# زين مار أونغ
زين مار أونغ (باللغة البورمية: ဇင် မာ အောင်)، وُلدت في 14 يونيو 1976 وهي ناشطة سياسية وسياسية بورمية، تعمل حاليًا كعضوة في مجلس النواب الميانيماري ممثلةً عن مقاطعة يانكن.

## حياتها
بينما كانت زين مار أونغ طالبة جامعية في التسعينات، أصبحت ناشطة في المعارضة لحكومة بورما العسكرية، وفي عام 1998، ألقي القبض عليها في مظاهرة احتجاج سلمية لقراءة قصيدة وبيان يدعو الحكومة العسكرية إلى احترام نتائج الانتخابات، وقد تم احتجازها وإدانتها أمام محكمة عسكرية، والتي لم تسمح بتمثيلها من قبل محام مدني، وحكم على زين مار أونغ بالسجن لمدة 28 سنة. أمضت 11 سنة سجينة سياسية، منهم ما يقرب من تسع سنوات منها كانت في الحبس الانفرادي. وفي عام 2009، تم إطلاق سراحها فجأة من الأسر واستأنفت أنشطتها في المجتمع المدني، حيث قامت بإنشاء مجموعة لدراسة التأثير الثقافي لنشر فكرة أن الثقافة الآسيوية والديمقراطية متوافقة ومتجانسة، فضلًا عن جمعية للمساعة الذاتية للإناث السجناء السابقين السياسيين، وكذلك قامت بانشاء مدرسة يانغون للعلوم السياسية.
وقد أسست زين مار أونغ عددا من جماعات المجتمع المدني التي تتعامل مع التنمية الديمقراطية وتمكين المرأة والتسامح الإثني وتقديم المساعدة لسجناء الرأي السابقين. وكذلك تشجيع جمعية هطول الأمطار لزيادة مشاركة المرأة في الحياة العامة، وتقوم مدرسة يانغون للعلوم السياسية بتعليم الشباب البورميين عن السياسة والديمقراطية، في عام 2012 قادت منظمة لزيادة الوعي بالقضايا التي تؤثر على الأقليات العرقية في مناطق الصراع. في ذلك الوقت، تم الاعتراف بها من قبل وزيرة الخارجية الأمريكية هيلاري كلينتون كمتلقية «جائزة نساء الشجاعة الدولية» السنوية. واعتبارًا من عام 2013، تعمل مع المؤسسة الدولية للأنظمة الانتخابية بشأن التمكين السياسي للمرأة في إطار الصندوق العالمي للقيادة النسائية.
و تخرجت زين مار من قسم علم النبات من جامعة التعليم عن بعد بمدينة يانغون.
في الانتخابات العامة في ميانمار، 2015، ترشحت عن دائرة يانكين الانتخابية لمقعد في البرلمان ومجلس النواب في البلاد وفازت بالمنصب بنسبنة 77.49% 

## روابط خارجية
- زين مار أونغ  على فيسبوك.
- Zin Mar Aung نسخة محفوظة 7 نوفمبر 2016 على موقع واي باك مشين. Freedom Collection interview